# Las Tablas (huyện)
Huyện Las Tablas là một huyện (distrito) thuộc tỉnh Los Santos ở Panama. Theo điều tra dân số năm 2000, huyện này có dân số 24298 người. Huyện Las Tablas có diện tích 698 km². Huyện lỵ đóng tại Las Tablas.